# Новое (Дагестан)
Новое (Новый, Морозовка) — село в Кизлярском районе Дагестана. Входит в состав сельского поселения Сельсовет «Кизлярский».

## Географическое положение
Расположен в 4 км к северу-востоку от города Кизляр, у трассы Кизляр-Крайновка.

## История
Образован как посёлок при 1-м отделении совхоза «Кизлярский».

## Население
| 1970 | 1989 | 2002 | 2010 | 2021 |
| ---- | ---- | ---- | ---- | ---- |
| 224  | ↘212 | ↗261 | ↗316 | ↗321 |

Национальный состав
По данным Всероссийской переписи населения 2010 года:
| № | Национальность | Численность, чел. | Доля   |
| - | -------------- | ----------------- | ------ |
| 1 | аварцы         | 141               | 44,6 % |
| 2 | цахуры         | 62                | 19,6 % |
| 3 | русские        | 47                | 14,9 % |
| 4 | лакцы          | 20                | 6,3 %  |
| 5 | даргинцы       | 17                | 5,4 %  |
| 6 | другие         | 29                | 9,2 %  |

По данным Всероссийской переписи населения 2010 года, в селе проживало 316 человек (142 мужчины и 174 женщины).